# Kościół Matki Bożej z Candelarii w Areguá
Kościół Matki Bożej z Candelarii (hiszp. La Iglesia Nuestra Señora de la Candelaria) – rzymskokatolicka świątynia w paragwajskim mieście Areguá.
Co roku, 2 lutego, organizowana jest procesja eucharystyczna ulicami miasta na cześć patronki kościoła, Matki Bożej z Candelarii.

## Historia i architektura
Budowę kościoła ukończono w 1862 roku. Odrestaurowano go w latach 1912–1914, jednak zachowano jego eklektyczny wystrój. Świątynia trójnawowa, okrążona z czterech stron krużgankami. W 2010 roku zainstalowano reflektory oświetlające kościół po zmierzchu.

## Galeria

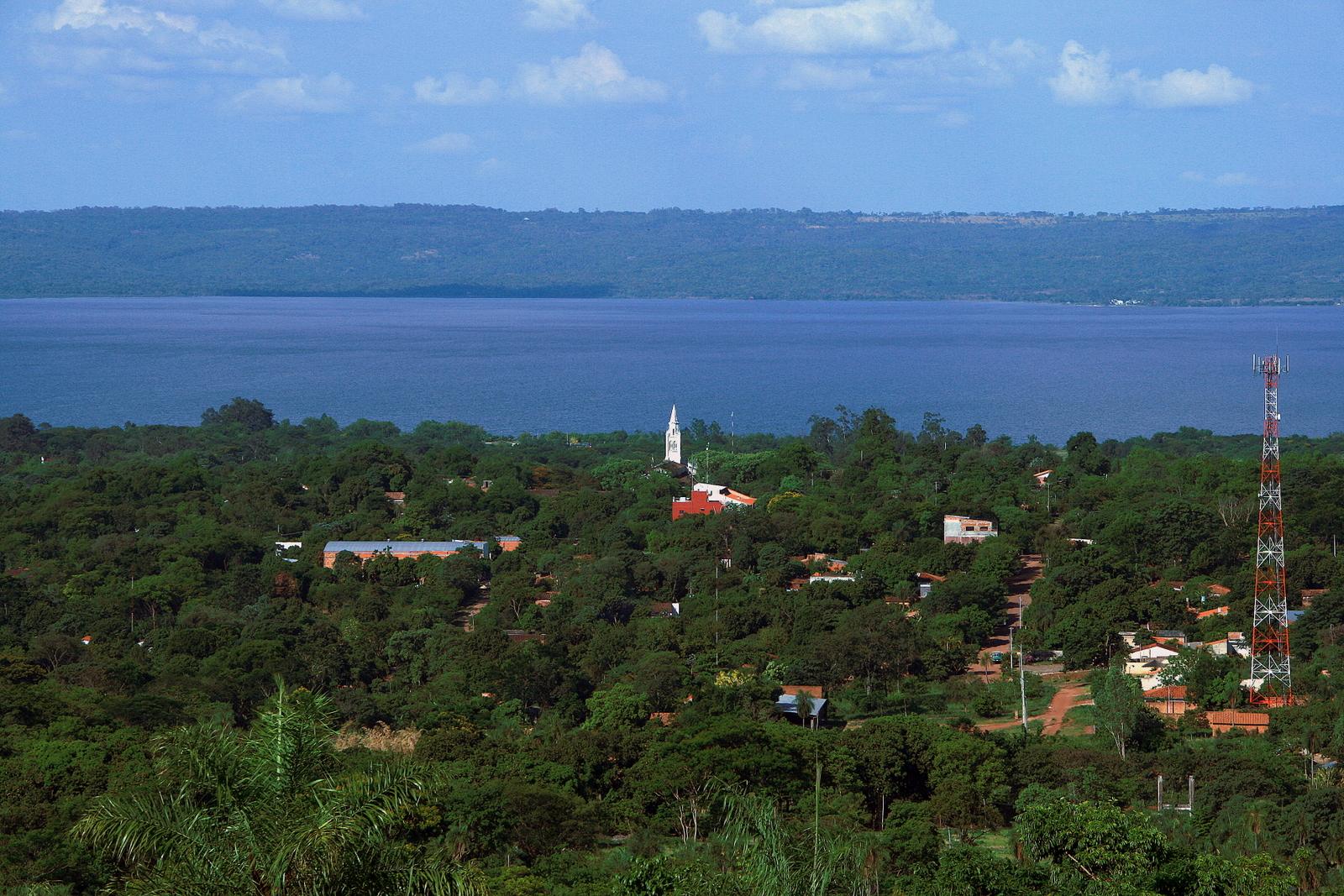
Widok na miasto z lotu ptaka, pośrodku widoczna wieża kościelna
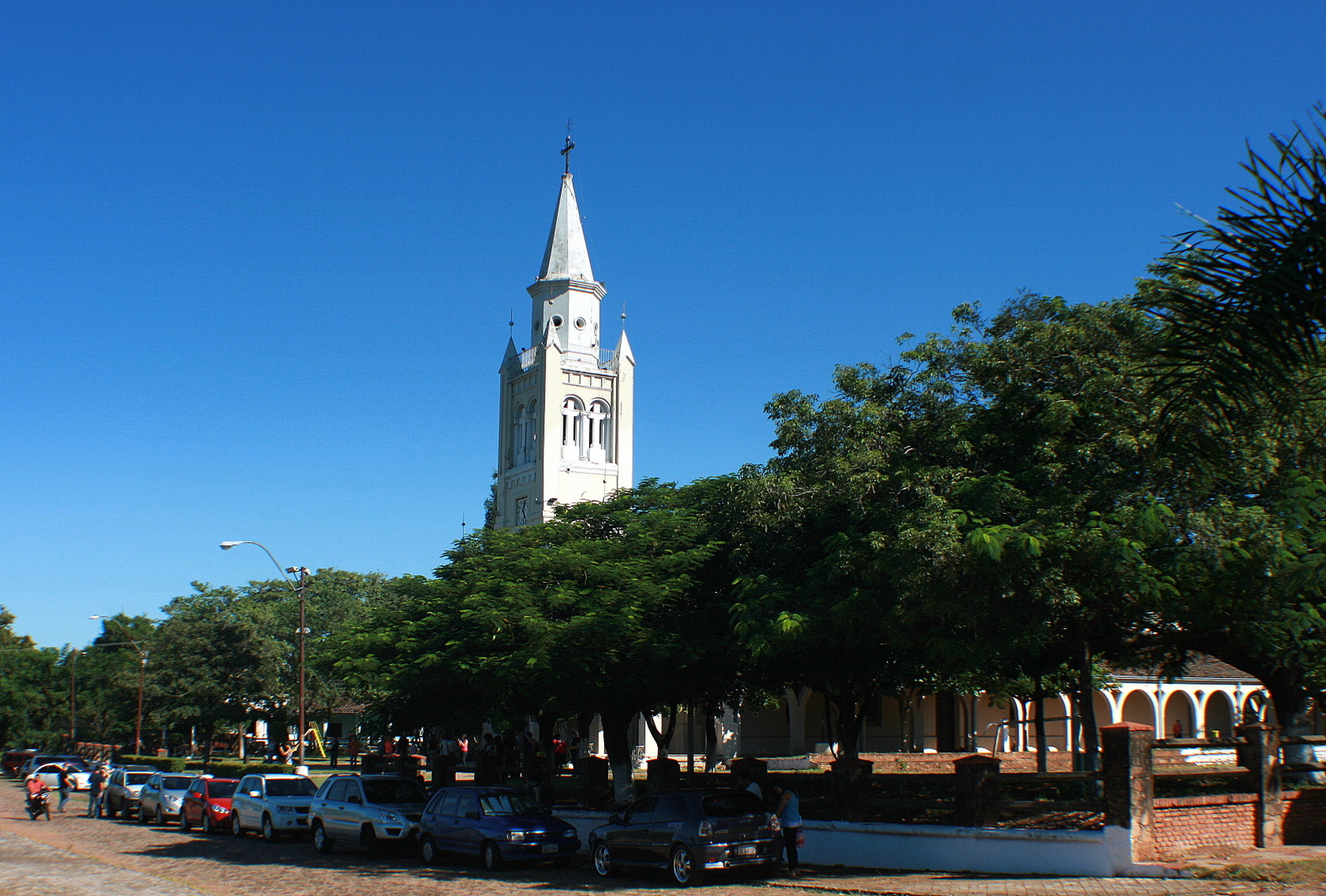
Wieża, widoczna zza pierzei drzew stojącej przy ulicy Teniente Rojas Silva
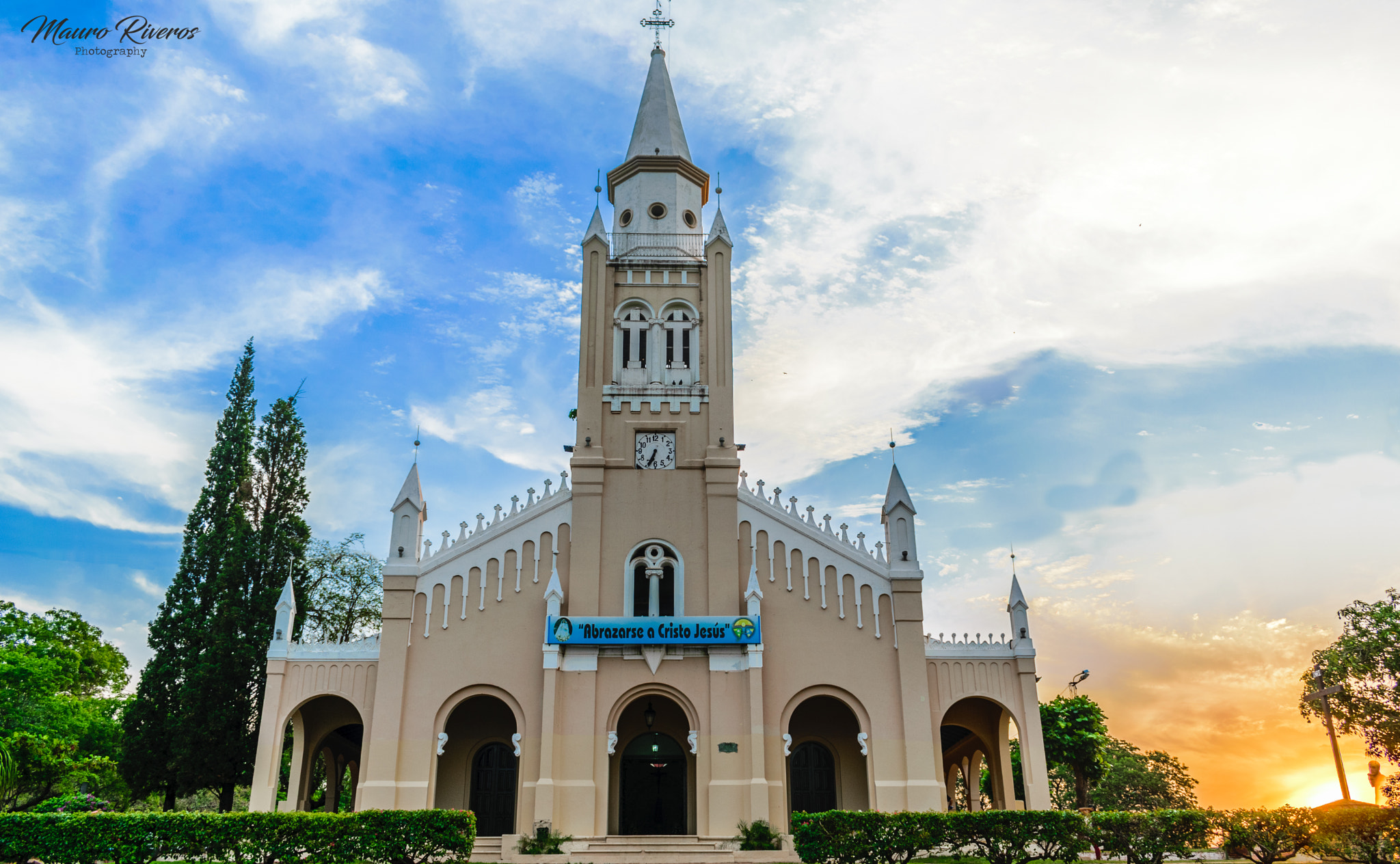
Fasada
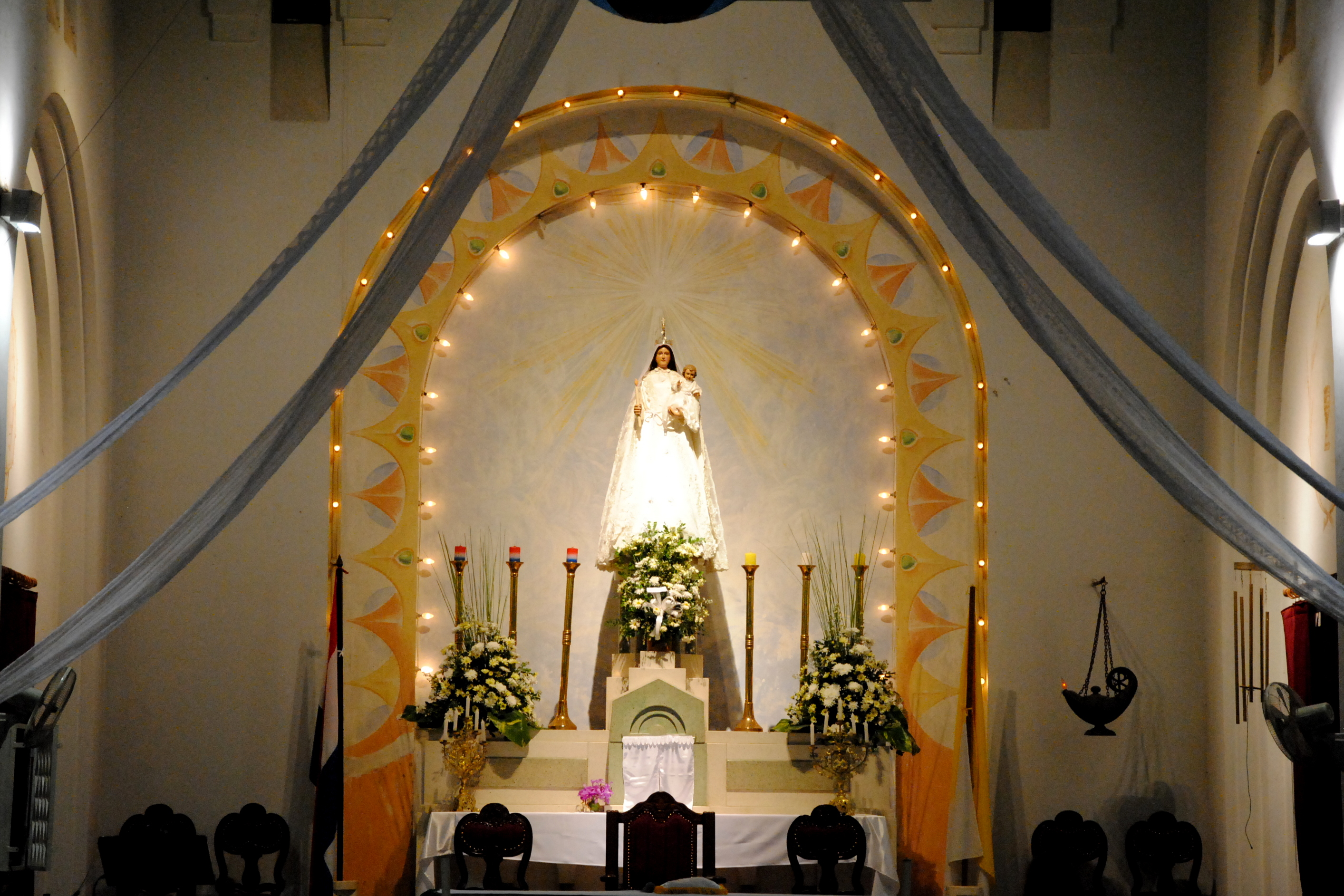
Ołtarz z figurą Matki Bożej